# That Smell
That Smell è una canzone della band statunitense Lynyrd Skynyrd. Scritta dal cantante Ronnie Van Zant e dal chitarrista Allen Collins, è stata inizialmente distribuita nell'album Street Survivors del 1977.

## Il brano
La canzone parla di droghe e alcool, ed è stata scritta in seguito ad un incidente in auto del chitarrista Gary Rossington, ubriaco.
Van Zant trasse ispirazione per la canzone dalla crescente dipendenza dei membri del gruppo da alcol e droghe, culminante nella sera quando il chitarrista Gary Rossington, ubriaco fradicio, sopravvisse per miracolo a un incidente d'auto mentre era alla guida della sua Ford Torino a Jacksonville, Florida. Van Zant scrisse il pezzo come una sorta di avvertimento circa le conseguenze degli abusi di tali sostanze. Interrogato in seguito, Van Zant disse: "Avevo una sensazione sinistra che ci sarebbe successo qualcosa di brutto, quindi pensai di scrivere una canzone tranquilla". Il testo avverte che "tomorrow might not be here for you" ("il domani può non essere qui per te"), e che "the smell of death surrounds you" ("l'odore della morte ti circonda"). Tre giorni dopo la pubblicazione dell'album che contiene la traccia, la band restò coinvolta in un incidente aereo. Nello schianto persero la vita vari membri dei Lynyrd Skynyrd, incluso Van Zant.

## Riferimenti in altri media
La canzone è inclusa nei film Blow (2001), Joe Dirt (2001) e Wild Hogs (2007); nel finale del quarto episodio della serie televisiva HBO True Blood (2008), e nella prima stagione della serie tv Entourage. Inoltre si ascolta nella seconda stagione della serie poliziesca Miami Vice (1984).

## Cover
Una reinterpretazione di That Smell è presente nell'EP Another 700 Miles del gruppo alternative rock 3 Doors Down.